# 카우프하우스 데스 베스텐스

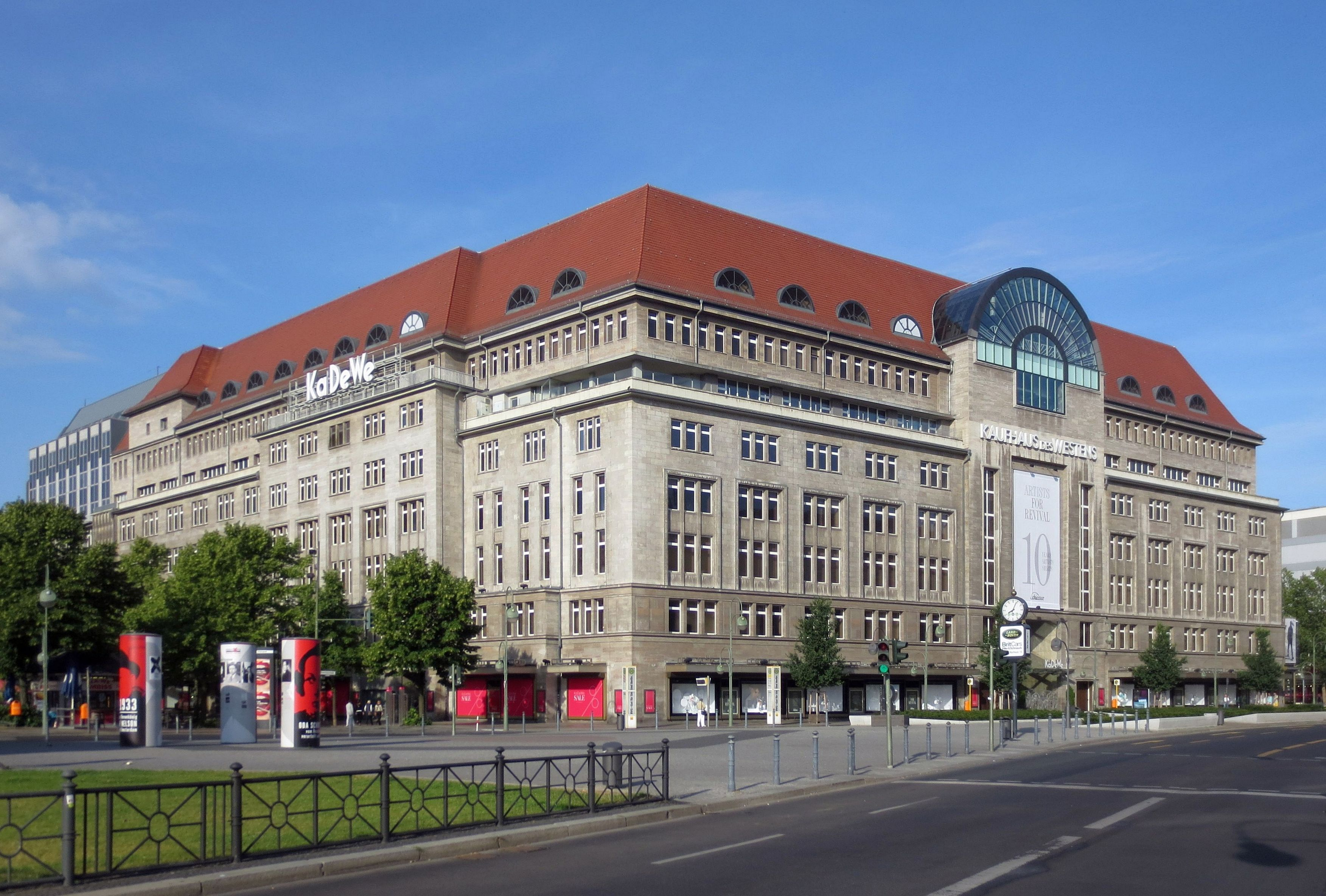
2013년 백화점의 모습

카우프하우스 데스 베스텐스(독일어: Kaufhaus des Westens→서양의 백화점)는 독일 베를린에 있는 백화점이다. 1907년 아돌프 얀도르프가 설립하였다. 타우엔치엔슈트라세에 있으며, 비텐베르크플라츠와 브라이트샤이트플라츠 사이에 있다. 60,000 평방 미터로, 유럽에서 런던의 해러즈에 이어 두번째로 제일 큰 백화점이다. 줄여서 카데베(KaDeWe)라고 불린다.